# Arquidiócesis de Túnez
La arquidiócesis de Túnez (en latín: Archidioecesis Tunetana, en árabe: رئاسة أسقفية تونس‎) y en francés: Archidiocèse de Tunis) es una circunscripción eclesiástica de la Iglesia católica en Túnez. Se trata de una arquidiócesis latina, inmediatamente sujeta a la Santa Sede. Desde el 4 de abril de 2024 su arzobispo es Nicolas Pierre Jean Lhernould.

## Territorio y organización

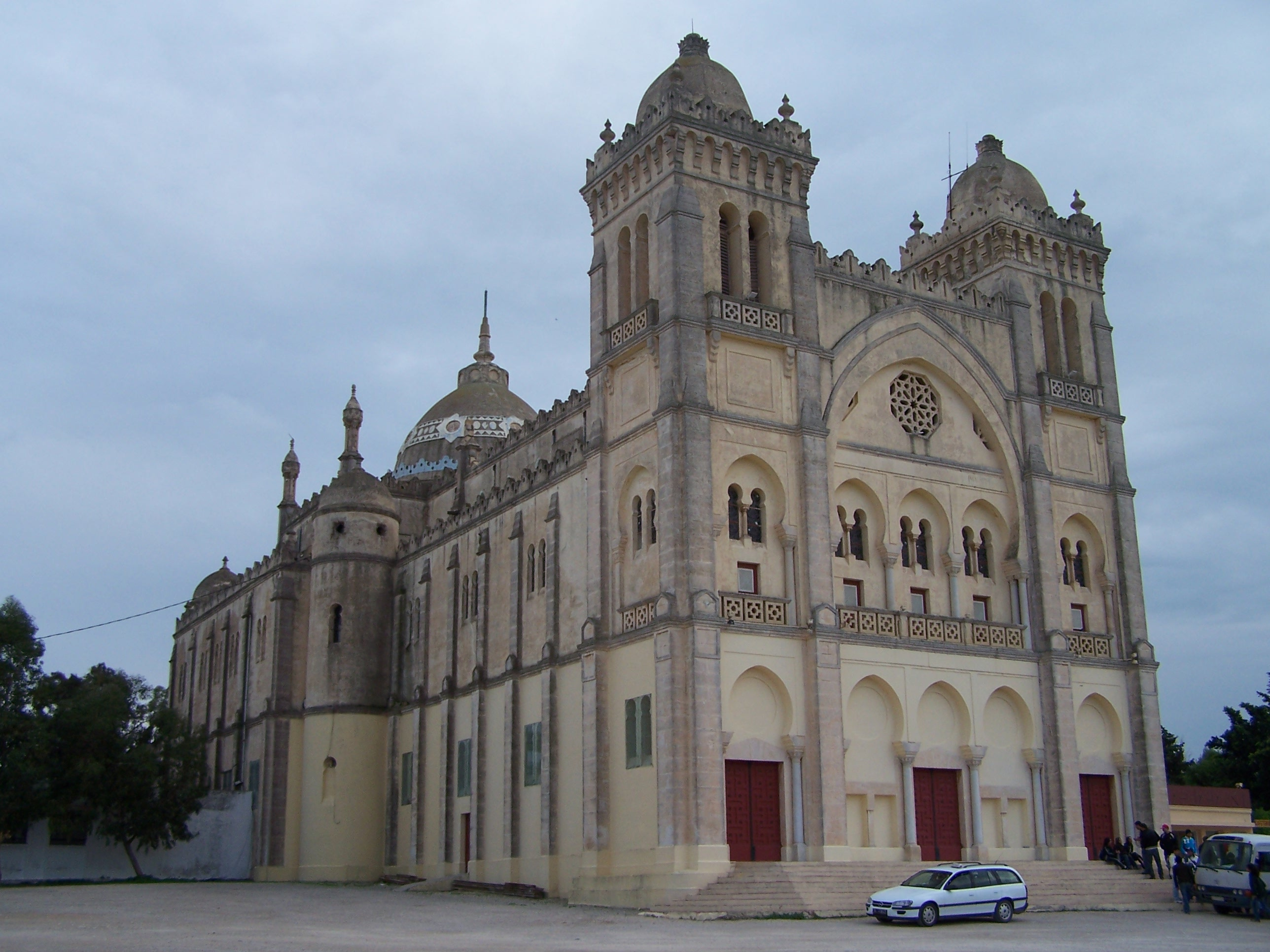
Excatedral de San Luis en Cartago

La arquidiócesis tiene 163 610 km² y extiende su jurisdicción sobre los fieles católicos de rito latino residentes en la República de Túnez.

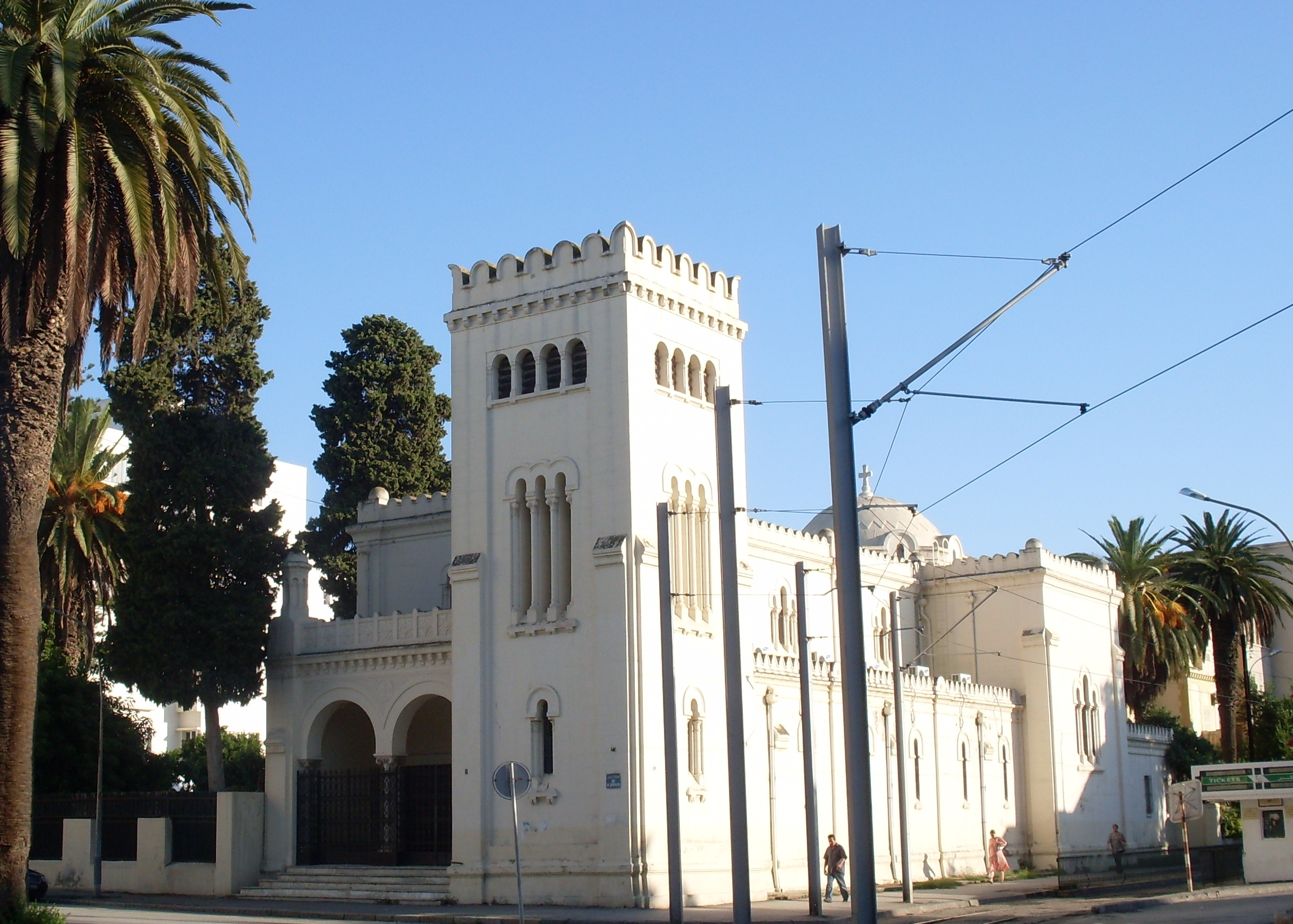
Iglesia Sainte Jeanne d'Arc, en Túnez

La sede de la arquidiócesis se encuentra en la ciudad de Túnez, en donde se halla la Catedral de San Vicente de Paúl y Santa Olivia. En Cartago se encuentra la antigua Catedral de San Luis, que desde 1964 está desacralizada y pertenece al Estado tunecino.

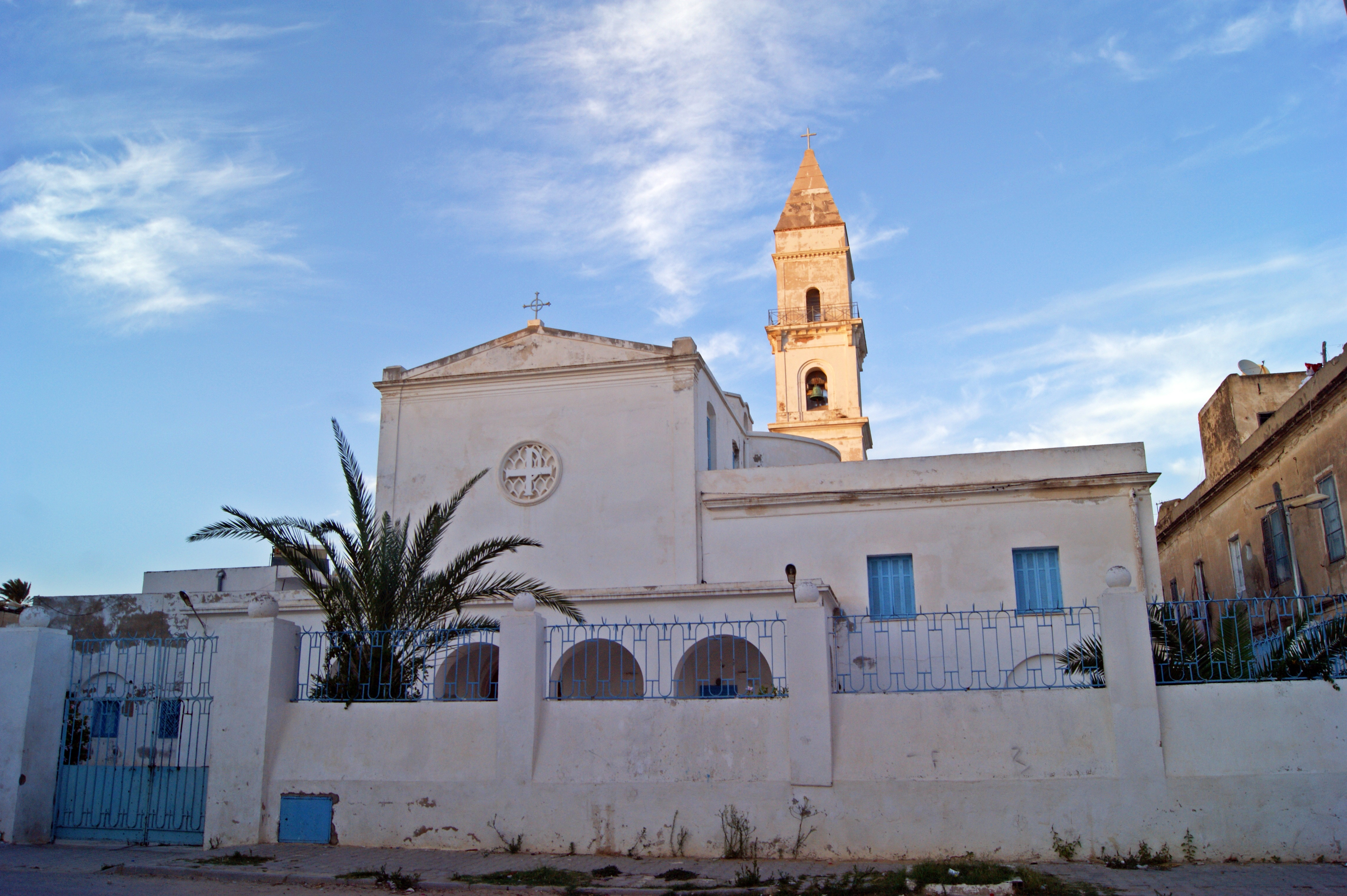
Iglesia Saint Augustin et Saint Fidèle, en La Goleta

En 2022 en la arquidiócesis existían 10 parroquias:
- Catedral Saint Vincent de Paul et Sainte Olive, en Túnez;
- Saint Augustin et Saint Fidèle, en La Goleta;
- Sainte Jeanne d'Arc, en Túnez;
- Saint Cyprien, en La Marsa;
- Saint Joseph, en Yerba;
- Saint Pierre et Saint Paul, en Sfax;
- Saint Félix, en Susa;
- Immaculee Conception, en Gabes;
- Bienheureux Antoine Neyrot, en Hammamet;
- Notre Dame de l'Assomption, en Bizerta.

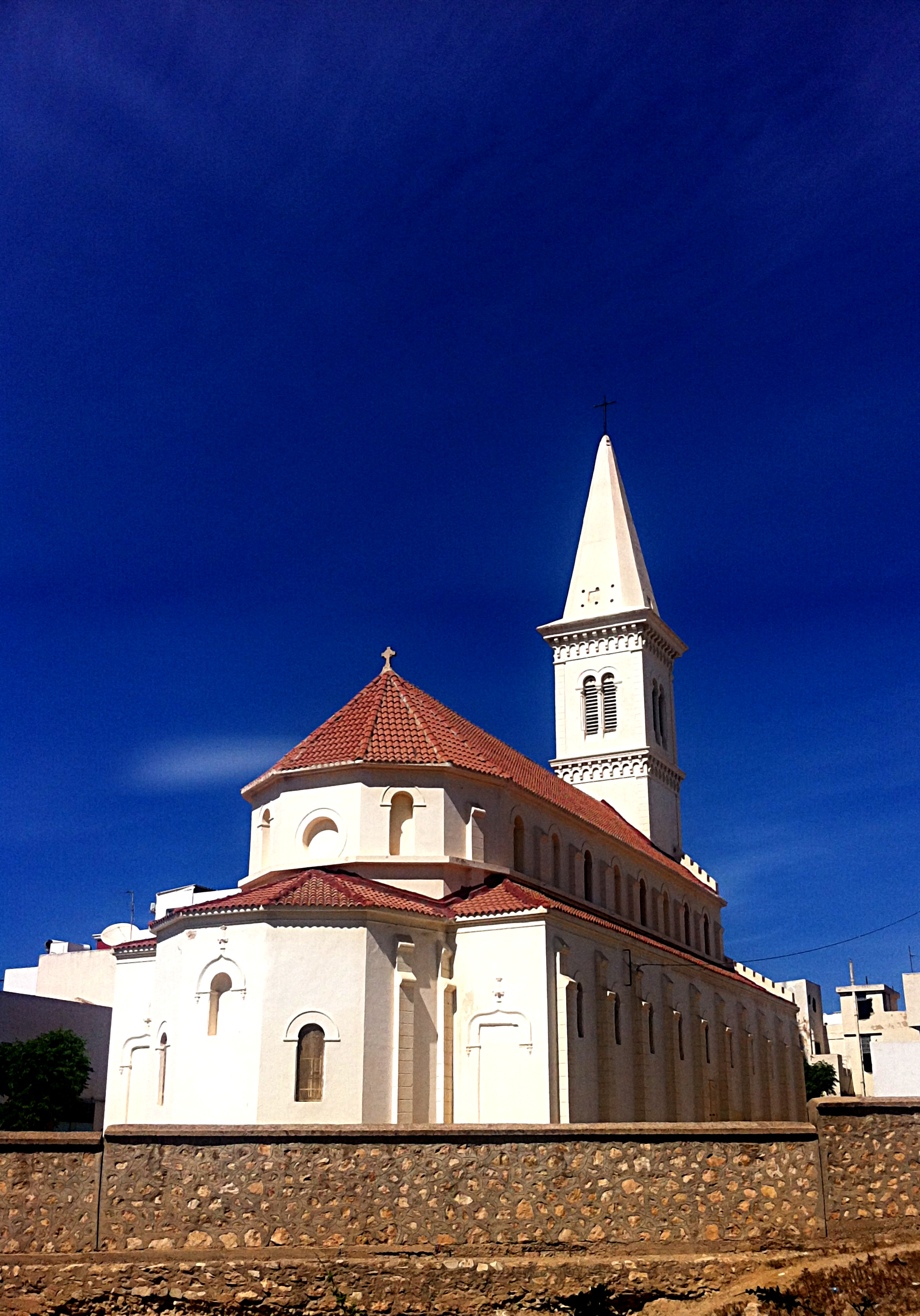
Iglesia Saint Félix, en Susa

Existen además otros 9 lugares de culto y la liturgia se lleva a cabo en árabe, inglés, francés, italiano, español y alemán. La arquidiócesis administra 7 escuelas primarias, preparatorias y secundarias.

## Historia
En la época romana, la ciudad de Túnez fue sede episcopal de la provincia romana de África Proconsular. Se conocen dos obispos de este período: Luciano, que participó como parte del lado católico en el Concilio de Cartago de 411, que reunió a los obispos católicos y donatistas del África romana; y Sestiliano, que representó a Primoso de Cartago en el Concilio de Constantinopla II en 553.
El 10 de abril de 1460 el fraile dominico Antonio Neirotti, después de ser capturado por piratas, fue apedreado en Túnez. Fue beatificado por el papa Clemente XIII el 22 de febrero de 1767.
En 1605 san Vicente de Paúl fue capturado por piratas y llevado a Túnez. Fue puesto en libertad dos años después, tras la conversión de su maestro.
El 20 de abril de 1624, mediante el breve Dilecto filio, el papa Urbano VIII estableció la misión de los capuchinos en Túnez. El superior de la misión tenía el título de procurador de esclavos cristianos (Procuratore degli schiavi cristiani). El primer superior de la misión fue el padre Angelo da Coniglione, él mismo esclavo. Los superiores de los capuchinos tuvieron posteriormente, después de 1671, el título de prefecto y provicario apostólico. Hasta 1636 los misioneros capuchinos procedían de la provincia capuchina de Sicilia; posteriormente, y hasta 1842, fueron reemplazados por los de la provincia de Liguria.
El 12 de diciembre de 1772, mediante el breve Pro commissa del papa Clemente XIV, se confió la misión de Túnez a los vicarios apostólicos de Argel.
El 21 de marzo de 1843, mediante el breve Ex debito del papa Gregorio XVI, se erigió el vicariato apostólico de Túnez.
Desde 1881 tuvo el nombre de vicariato apostólico de Tunicia.
El 10 de noviembre de 1884 el papa León XIII restauró la antigua arquidiócesis de Cartago mediante la bula Materna Ecclesiae caritas y en consecuencia el título in partibus infidelium fue suprimido. La nueva arquidiócesis fue erigida a partir del vicariato apostólico de Túnez y tenía rango de sede metropolitana, aunque sin sufragáneas. El arzobispo metropolitano disfrutaba también del título de primado de África.
Al año siguiente, mediante la bula Apostolicis litteris del 31 de marzo de 1885, el papa León XIII extendió la jurisdicción de los arzobispos de Cartago a todo el territorio del vicariato apostólico de Túnez, que fue simultáneamente suprimido.
De 1884 a 1890 se construyó la catedral de San Luis en Cartago. El cardenal Charles Martial Lavigerie, fundador de los Misioneros de África, fue enterrado en la catedral en 1892. Sin embargo, la naturaleza del terreno de Cartago sugirió la construcción de la nueva catedral de San Vicente de Paúl en Túnez, que se completó entre 1893 y 1897.
El 20 de marzo de 1956 Túnez accedió a la independencia y los cristianos tunecinos quedaron de nuevo bajo dominio musulmán. Tras la descolonización y la salida de la mayoría de los cristianos de la región, en julio de 1964 la presión del presidente de la República de Túnez, Habib Bourguiba, logró cerrar todas las iglesias católicas del país, y obligó a la Santa Sede a acatar el tratado bilateral modus vivendi que regulaba el estatus legal de la Iglesia católica en Túnez de acuerdo con la constitución de 1959. De acuerdo a la nueva situación, mediante la bula Prudens Ecclesiae del papa Pablo VI de 9 de julio de 1964 la arquidiócesis de Cartago fue abolida y en su lugar se erigió la prelatura territorial de Túnez y al mismo tiempo fue restablecida la sede titular de Cartago. El modus vivendi prohibió a la Iglesia católica cualquier actividad política o misionera en Túnez y todas menos seis de las más de setenta iglesias del país fueron transferidas gratuitamente al Estado, incluida la catedral de San Luis, mientras que el Estado, por su parte, prometió que los edificios solo serán utilizados en el interés público de acuerdo con su función anterior. Solo permanecieron en poder de la Iglesia católica la basílica de San Vicente de Paúl y Santa Olivia con la sede prelaticia en Túnez, la iglesia de Santa Juana de Arco y la casa parroquial en Túnez, el edificio del seminario menor con la capilla del cardenal Lavigerie en La Marsa, la iglesia de San Agustín y San Fidel con la casa parroquial en La Goleta, la casa parroquial de la iglesia de Santa María en Hammam Lif, la iglesia de Qurmbala con la casa del párroco y el salón parroquial en Grombalia, la iglesia de San Félix con la casa parroquial en Susa y la casa parroquial de la iglesia de San José en Yerba. El cuerpo del cardenal Lavigerie fue trasladado a Roma y sepultado en la cripta de la iglesia general de su orden. Posteriormente la arquidiócesis pudo adquirir nuevas propiedades y dedicarlas al culto con permiso del Estado.
El 31 de mayo de 1995, mediante la bula Antiquorum istius volvió a ser obispado con el nombre de diócesis de Túnez.
La diócesis fue visitada por el papa Juan Pablo II el 14 de abril de 1996.
El 22 de mayo de 2010 fue elevada al rango de arquidiócesis con la bula Cum in Tunetana del papa Benedicto XVI.
El 14 de enero de 2020 la arquidiócesis pasó de la jurisdicción de la Congregación para los Obispos a la jurisdicción de la Congregación para la Evangelización de los Pueblos (hoy Dicasterio para la Evangelización).

## Estadísticas
Según el Anuario Pontificio 2023 la arquidiócesis tenía a fines de 2022 un total de 30 210 fieles bautizados.
| Año                                                                             | Población            | Población  | Población      | Sacerdotes | Sacerdotes    | Sacerdotes    | Bautizados por sacerdote | Diáconos permanentes | Religiosos | Religiosos | Parroquias |
| Año                                                                             | Bautizados católicos | Total      | % de católicos | Total      | Clero secular | Clero regular | Bautizados por sacerdote | Diáconos permanentes | Varones    | Mujeres    | Parroquias |
| ------------------------------------------------------------------------------- | -------------------- | ---------- | -------------- | ---------- | ------------- | ------------- | ------------------------ | -------------------- | ---------- | ---------- | ---------- |
| 1949                                                                            | 280 000              | 3 230 950  | 8.7            | 170        | 80            | 90            | 1647                     |                      | 80         | 500        | 238        |
| 1959                                                                            | 70 000               | 3 800 000  | 1.8            | 179        | 88            | 91            | 391                      |                      | 115        | 547        | 78         |
| 1970                                                                            | 35 000               | 4 960 000  | 0.7            | 83         | 37            | 46            | 421                      |                      | 71         | 410        | 21         |
| 1977                                                                            | 18 000               | 5 870 000  | 0.3            | 61         | 26            | 35            | 295                      | 1                    | 52         | 250        | 24         |
| 1988                                                                            | 15 500               | 7 300 000  | 0.2            | 48         | 19            | 29            | 322                      |                      | 38         | 198        | 15         |
| 1999                                                                            | 22 000               | 9 200 000  | 0.2            | 35         | 13            | 22            | 628                      |                      | 33         | 168        | 13         |
| 2000                                                                            | 22 000               | 9 200 000  | 0.2            | 43         | 13            | 30            | 511                      |                      | 39         | 160        | 13         |
| 2001                                                                            | 22 000               | 9 500 000  | 0.2            | 33         | 12            | 21            | 666                      |                      | 28         | 165        | 12         |
| 2002                                                                            | 22 000               | 10 000     | 0.2            | 28         | 11            | 17            | 785                      |                      | 24         | 153        | 12         |
| 2003                                                                            | 20 000               | 9 673 600  | 0.2            | 28         | 11            | 17            | 714                      |                      | 22         | 139        | 12         |
| 2004                                                                            | 20 000               | 9 700 000  | 0.2            | 34         | 13            | 21            | 588                      |                      | 25         | 139        | 11         |
| 2007                                                                            | 20 100               | 10 030 000 | 0.2            | 35         | 15            | 20            | 574                      |                      | 28         | 126        | 10         |
| 2010                                                                            | 21 000               | 11 000     | 0.2            | 32         | 11            | 21            | 656                      | 1                    | 27         | 121        | 10         |
| 2014                                                                            | 25 000               | 10 886 500 | 0.2            | 32         | 10            | 22            | 781                      |                      | 26         | 105        | 10         |
| 2017                                                                            | 30 700               | 11 366 000 | 0.3            | 33         | 10            | 23            | 930                      | 1                    | 29         | 102        | 10         |
| 2020                                                                            | 30 440               | 11 568 760 | 0.3            | 28         | 6             | 22            | 1087                     |                      | 32         | 73         | 10         |
| 2022                                                                            | 30 210               | 11 789 320 | 0.3            | 27         | 6             | 21            | 1118                     |                      | 31         | 69         | 10         |
| Fuente: Catholic-Hierarchy, que a su vez toma los datos del Anuario Pontificio. |                      |            |                |            |               |               |                          |                      |            |            |            |

## Episcopologio

### Época romana
- Luciano † (mencionado en 411)
- Sestiliano † (mencionado en 553)

### Procuradores, prefectos, provicarios apostólicos y vicarios apostólicos
- Angelo da Coniglione o Corleone, O.F.M.Cap. † (20 de abril de 1624-1630)
- Luigi di Palermo, O.F.M.Cap. † (1630-1636)
- Alessandro da Genova, O.F.M.Cap. † (30 de enero de 1636-?)
- Jean le Vacher, C.M. † (1650-1671)
- Carlo d'Ancona, O.F.M.Cap. † (1672-?)
- Vincenzo da Frascati, O.F.M.Cap. † (1683-?)
- Francesco Gatta, O.F.M.Cap. † (antes de 1687-después de 1696)[12][13][14]
- Luigi da Taggia, O.F.M.Cap. † (1836-1842)
- Fedele Sutter, O.F.M.Cap. † (21 de marzo de 1843[nota 1]-28 de junio de 1881 renunció)
  - Sede vacante (1881-1884)[nota 2]
  - Sede suprimida y unida a Cartago

### Prelados, obispos y arzobispos de Túnez

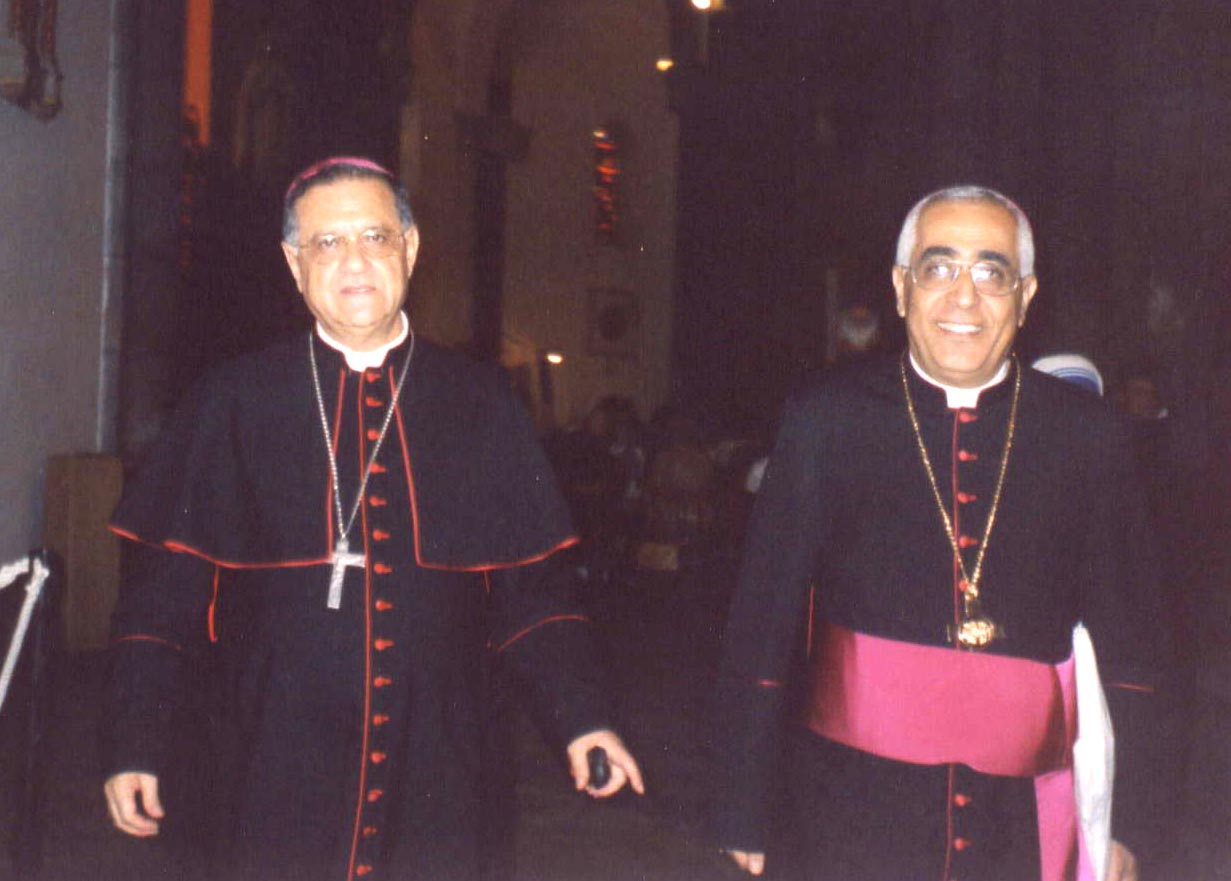
Fouad Twal (a la izquierda) da la bienvenida a Túnez a Lahham (a la derecha), 30 de octubre de 2005

- Paul-Marie-Maurice Perrin † (9 de julio de 1964-9 de enero de 1965 renunció[nota 3])
- Michel Callens, M.Afr. † (9 de enero de 1965-19 de agosto de 1990 falleció)
- Fouad Twal (30 de mayo de 1992-8 de septiembre de 2005 nombrado arzobispo coadjutor de Jerusalén)
- Maroun Elias Nimeh Lahham (8 de septiembre de 2005-19 de enero de 2012 nombrado obispo auxiliar de Jerusalén[nota 4])
- Ilario Antoniazzi (21 de febrero de 2013-4 de abril de 2024 retirado)
- Nicolas Pierre Jean Lhernould, desde el 4 de abril de 2024